# كينيتشي تانيمورا
كينيتشي تانيمورا (باليابانية: 谷村 憲一) (26 يناير 1995 في موريوكا في اليابان – )؛ هو لاعب كرة قدم ياباني سابق كان يلعب كلاعب وسط.

## وصلات خارجية
- كينيتشي تانيمورا على موقع رابطة كرة القدم اليابانية للمحترفين (اليابانية)
- كينيتشي تانيمورا على موقع قاعدة بيانات كرة القدم.إي يو (الإنجليزية)
- كينيتشي تانيمورا على موقع Soccerway.com (الإنجليزية)